# Shannonomyia (Shannonomyia) bullockiana
Shannonomyia (Shannonomyia) bullockiana is een tweevleugelige uit de familie steltmuggen (Limoniidae). De soort komt voor in het Neotropisch gebied.